# Ideocaira
Ideocaira es un género de arañas araneomorfas de la familia Araneidae. Se encuentra en Sudáfrica.

## Lista de especies
Según The World Spider Catalog 12.0:
- Ideocaira transversa Simon, 1903
- Ideocaira triquetra Simon, 1903